# Ассоль (ім'я)
Ассоль  (рос. Ассоль) — рідкісне жіноче російське ім'я, що з'явилося в СРСР після публікації роману Олександра Гріна «Червоні вітрила» (1922), автор якого створив героїню, наділивши її вигаданим ім'ям, і виходу на екрани популярного художнього фільму «Пурпурові вітрила» (1961), в ролі головної героїні якого знялася Анастасія Вертинська. Після демонстрації в кінотеатрах СРСР цієї кінокартини ім'я Ассоль стало дуже популярним у батьків, а також загальним в романтичному сенсі.
Походження імені героїні. Цілком ймовірно, що це ім'я Олександр Грін придумав на основі скандинавської міфології. Ім'я складається з двох частин: As + Sol. Аси - це скандинавські божества (жіночі та чоловічі), що населяють Землю Асгард. Sol - це ім'я сонячної богині (друга версія її імені - Sunna). Отже, Ассоль означає Богиня Сонця.
Ім'я Ассоль не відмінюється.